# Лаб-Дар'я-Ласку-Калає
Лаб-Дар'я-Ласку-Калає (перс. لب دريالسكوكلايه) — село в Ірані, у дегестані Кіяшахр, у бахші Кіяшахр, шагрестані Астане-Ашрафіє остану Ґілян. За даними перепису 2006 року, його населення становило 791 особу, що проживали у складі 247 сімей.

## Клімат
Середня річна температура становить 14,53 °C, середня максимальна – 28,32 °C, а середня мінімальна – -0,11 °C. Середня річна кількість опадів – 1169 мм.
| Клімат поселення                              | Клімат поселення | Клімат поселення | Клімат поселення | Клімат поселення | Клімат поселення | Клімат поселення | Клімат поселення | Клімат поселення | Клімат поселення | Клімат поселення | Клімат поселення | Клімат поселення | Клімат поселення |
| Показник                                      | Січ.             | Лют.             | Бер.             | Квіт.            | Трав.            | Черв.            | Лип.             | Серп.            | Вер.             | Жовт.            | Лист.            | Груд.            |                  |
| Середній максимум, °C                         | 8,71             | 9,42             | 11,92            | 17,42            | 21,74            | 25,54            | 28,32            | 28,03            | 25,06            | 20,80            | 15,89            | 11,78            |                  |
| Середня температура, °C                       | 4,30             | 5,02             | 7,53             | 13,00            | 17,30            | 21,16            | 24,32            | 24,04            | 21,08            | 16,82            | 11,92            | 7,82             |                  |
| Середній мінімум, °C                          | −0,11            | 0,61             | 3,12             | 8,61             | 12,93            | 16,75            | 20,34            | 20,10            | 17,10            | 12,82            | 7,93             | 3,82             |                  |
| Норма опадів, мм                              | 111              | 91               | 85               | 44               | 44               | 31               | 32               | 62               | 137              | 218              | 178              | 136              |                  |
| Середньомісячна швидкість вітру, м/с          | 2.40             | 2.50             | 2.50             | 2.45             | 2.48             | 2.70             | 2.65             | 2.38             | 2.24             | 2.18             | 2.10             | 2.20             |                  |
| Середньомісячна сонячна радіація, кДж/м²·день | 6906             | 8986             | 10925            | 15476            | 19893            | 22036            | 22392            | 18910            | 15365            | 10683            | 8493             | 6587             |                  |
| --------------------------------------------- | ---------------- | ---------------- | ---------------- | ---------------- | ---------------- | ---------------- | ---------------- | ---------------- | ---------------- | ---------------- | ---------------- | ---------------- | ---------------- |
| Джерело:                                      |                  |                  |                  |                  |                  |                  |                  |                  |                  |                  |                  |                  |                  |